# Johann Heinrich von Mädler

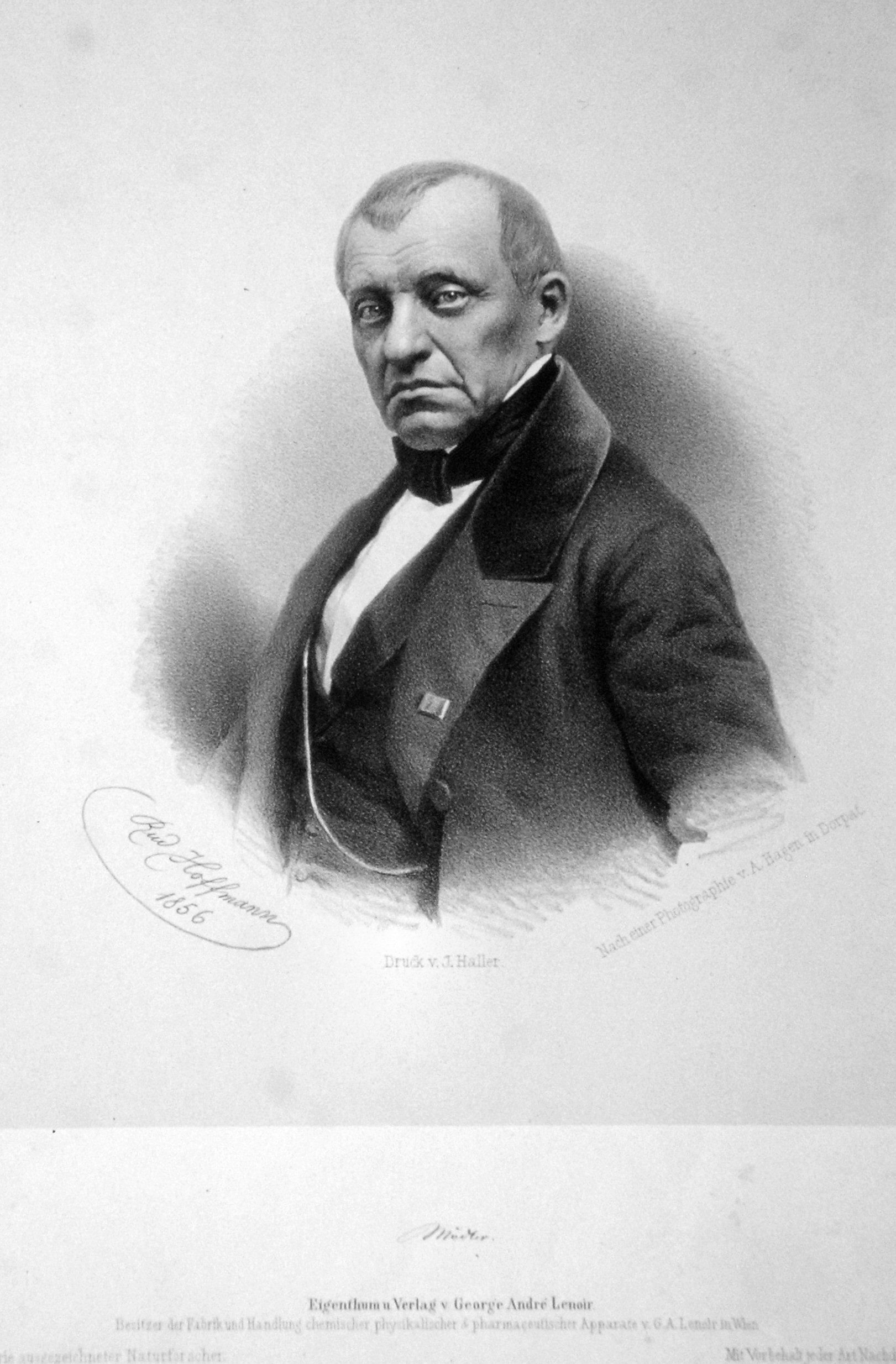
Johann Heinrich von Mädler, Lithographie von Rudolf Hoffmann, 1856

Johann Heinrich Mädler, seit 1865 von Mädler, (* 29. Mai 1794 in Berlin; † 14. März 1874 bei Hannover) war ein deutscher Astronom.
Von Mädler fertigte unter anderem detaillierte Karten des Mondes an, die jahrzehntelang das Standardwerk der Mondforschung waren, berechnete präzise das tropische Jahr, schlug 1864 eine neue Schaltregel für den Kalender vor und hatte bereits im Jahr 1839 den Begriff Photographie geprägt.

## Leben und Werk
Mädler kam als Erstgeborener des Berliner Schneidermeisters Johann Heinrich Mädler und seiner Ehefrau Christiane Caroline, geborene Strobach, zur Welt. Bei seiner Geburt war er allerdings derart schwächlich, dass befürchtet wurde, er könne nur wenige Stunden überleben. Im Laufe der Jahre verbesserte sich seine Konstitution. Schon früh fielen seine geistigen Begabungen auf. Von 1806 an besuchte er das Berliner Friedrichwerdersche Gymnasium.
Seine Eltern bekamen nach seiner Geburt noch vier Töchter: Christiana Carolina (1798–1850), Auguste Emilie (1803–1804), Johanna Wilhelmine (* 1805) und Auguste Dorothee (1808–1866). 1813 starben beide Eltern innerhalb von sechs Wochen an Typhus und der 19-jährige Johann Mädler musste von nun an die Erziehung seiner drei jüngeren Schwestern übernehmen, die 14, 11 und 5 Jahre alt waren.
Er hatte immer den Wunsch gehegt, Mathematik und Astronomie zu studieren. Durch den Verlust seiner Eltern war dies vorerst nicht möglich. Die nächsten fünf Jahre brachte Mädler sich und seine Schwestern durch, indem er Nachhilfestunden gab. Er ließ sich bis 1817 an einem Lehrerseminar als Volksschullehrer ausbilden. Danach erteilte er Privatunterricht und gab Vorlesungen am Lehrerseminar.
Nebenher studierte er ab 1818 an der neu errichteten Universität Berlin Mathematik unter Martin Ohm sowie Astronomie unter Johann Elert Bode und Johann Franz Encke.
1831 nahm Mädler eine Lehrtätigkeit am königlichen Lehrerseminar in Berlin unter Adolph Diesterweg auf. Er befasste sich vor allem mit Mathematik, Naturwissenschaften und Schönschreibkunde. Zur Schönschreibkunde veröffentlichte er ein Lehrbuch und didaktische Hilfsmittel.
Ab 1822 begann er mit meteorologischen Beobachtungen, die er auch veröffentlichte. 1833 führte er am Kap Arkona, dem nördlichsten Punkt der Insel Rügen, im Auftrag der preußischen Regierung exakte Zeitbestimmungen durch. Diese wurden für eine russische „chronometrische Expedition“ benötigt.
1824 hatte er die Bekanntschaft von Wilhelm Beer gemacht, einem an der Astronomie interessierten wohlhabenden Berliner Bankier und Bruder des Komponisten Giacomo Meyerbeer. Beer ließ sich von Mädler in Astronomie und höherer Mathematik unterweisen. 1829 ließ er eine private Sternwarte in der Nähe seiner Villa errichten, die mit einem sehr guten Achromat mit 9,5 cm Öffnung und 1,5 m Brennweite von Joseph von Fraunhofer ausgestattet wurde. Hier führten Mädler und Beer in den nächsten Jahren insbesondere Beobachtungen des Mondes und der Planeten durch.
1830 beobachteten beide den Mars, fertigten erste genaue Karten des Planeten an und bestimmten dessen Rotationsperiode. Der ermittelte Wert weicht nur 13 Sekunden von dem mit heutigen Mitteln bestimmten Wert ab. Mädler und Beer legten außerdem den Nullmeridian des Mars fest.
Zwischen 1830 und 1836 fertigte Mädler während 600 Nächten Zeichnungen der Mondoberfläche an. Es entstand eine große Mondkarte mit vier Blättern. Das erste Blatt erschien 1834, die Lithografien hatte sein Cousin, Leutnant Vogel, erstellt. Zusammen mit einem Textwerk Allgemeine Selenographie wurden die Karten 1837 in zwei Bänden veröffentlicht. Die Kosten hierfür trug Beer. 1838 erschien eine kleinere Mondkarte mit 33 cm Durchmesser. Die Karten wurden in der Folgezeit zum Standardwerk. Mädler wurde weltberühmt und erhielt zahlreiche Auszeichnungen. Er erhielt einen Doktorgrad und wurde von Friedrich Wilhelm III. im Dezember 1837 zum Professor für Astronomie ernannt.

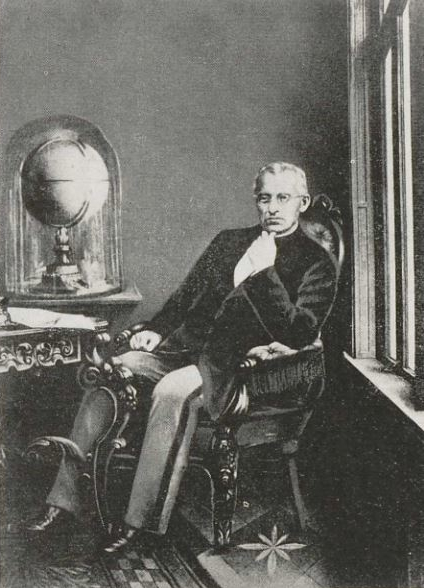
Mädler mit dem Mondglobus seiner Schwiegermutter Wilhelmine Witte (Ölgemälde, um 1840)

Durch seine Arbeiten über den Erdmond lernte Mädler auch seine spätere Ehefrau kennen. Seine Schwiegermutter, die Hofrätin Christiane Sophie Wilhelmine Witte, geborene Böttcher (1777–1854) aus Hannover, die ebenfalls sehr an der Astronomie interessiert war, fertigte einen Mondglobus nach eigenen Beobachtungen und Mädlers Zeichnungen an. Als sie erfuhr, dass dieser sich im Herbst 1839 in Pyrmont aufhielt, reiste sie in Begleitung ihrer ältesten Tochter Christine Sophie Wilhelmine (Minna) Witte (1804–1891) dorthin, um ihn nach seiner Meinung zu fragen. Mädler war nicht nur von dem Mondglobus angetan, sondern auch von der Dichterin Minna, die von ihrer Mutter in Astronomie unterrichtet worden war. Die beiden heirateten am 4. Juni 1840. Der Mondglobus wurde später von Alexander von Humboldt und John Herschel gelobt.
Ab 1836 war Mädler als Beobachter an der neu errichteten Berliner Sternwarte tätig, deren Leiter sein vormaliger Professor Johann Franz Encke war. Hier führte er Beobachtungen mit dem Fernrohr mit 24 cm Öffnungsweite durch.
1840 ging er als Nachfolger von Friedrich Georg Wilhelm Struve, der an das neue russische Zentralobservatorium Pulkovo berufen worden war, an die Sternwarte Dorpat (heute Tartu in Estland). Hier befand sich der größte von Fraunhofer gefertigte Refraktor. Er hatte eigentlich vorgehabt, eine noch größere Mondkarte zu erstellen. Dies scheiterte jedoch infolge der relativ geringen Anzahl an klaren Nächten und er beschränkte sich auf Detailzeichnungen.
Daneben führte Mädler Struves Beobachtungen von Doppelsternen fort und bestimmte die Eigenbewegungen von Fixsternen. Aus seinen Beobachtungen leitete er das Vorhandensein eines massiven Himmelskörpers, der sich in fünf Milliarden Meilen Entfernung (das ist der Bruchteil eines Lichtjahres) in Richtung der Plejaden befinden müsste. Um dieses Gravitationszentrum würden die Sterne kreisen, unsere Sonne bräuchte für einen Umlauf 25 Millionen Jahre. Heute wissen wir, dass sich das Zentrum unserer Milchstraße in Richtung des Schützen befindet und etwa 28.000 Lichtjahre entfernt ist. Unser Sonnensystem benötigt für einen Umlauf etwa 250 Millionen Jahre.
Während seiner Zeit in Dorpat unternahm Mädler im Auftrag der russischen Regierung zweimal Expeditionen zur Beobachtung von totalen Sonnenfinsternissen. Die erste, am 28. Juli 1851 (Saros 143) in Brest-Litowsk (Polen), konnte aufgrund schlechten Wetters nicht beobachtet werden. Die zweite, am 18. Juli 1860 (Saros 124) in Vitoria (Spanien), war erfolgreich.
Außerdem berechnete Mädler das tropische Jahr sehr präzise. Ausgehend von seinen Ergebnissen schlug er dem Russischen Kaiserreich, das immer noch den julianischen Kalender und damit das konventionelle tropische Jahr des Sosigenes aus Alexandria von genau 365 Tagen 6 Stunden verwendete, vor, im Jahr 1900 den Rückstand von 12 Tagen gegenüber dem gregorianischen Kalender aufzuholen, danach aber eine astronomisch korrekte 128-Jahre-Regelung für die „ausnahmsweisen Gemeinjahre“ zu beachten (siehe Mädler-Kalender). Der Vorschlag wurde jedoch nicht aufgenommen, und nach der bolschewistischen Revolution wurde stattdessen der gregorianische Kalender eingeführt, dessen konventionelles tropischen Jahr von genau 365,2425 Tagen (365 Tage, 5 Stunden, 49 Minuten, 12 Sekunden) auf Christophorus Clavius zurückgeht. In der Astronomie wird heute meist das konventionelle tropische Jahr gemäß Simon Newcomb zu 365,2422 Tagen (365 Tage, 5 Stunden, 48 Minuten und 46,08 Sekunden) benutzt. Das tatsächliche in der Epoche 2000.0 gemessene tropische Jahr betrug 365,242190517 Tage, also etwa 365 Tage, 5 Stunden, 48 Minuten und 45,26 Sekunden. Dies kommt dem konventionellen tropischen Jahr gemäß Mädler: 365,2421875 Tage (genau 365 Tage, 5 Stunden, 48 Minuten und 45 Sekunden) sehr nahe. Da die Länge des tatsächlichen tropischen Jahres gegenwärtig langsam abnimmt, aktuell um etwa eine halbe Sekunde pro Jahrhundert, werden Mädlerisches und tatsächliches tropisches Jahr in einigen Jahrzehnten gleich lang sein, wonach sich die Differenz wieder vergrößern wird.
Mädler war während seiner ganzen wissenschaftlichen Tätigkeit ein eifriger Publizist. Er erörterte wissenschaftliche Tagesfragen in öffentlichen Blättern und Zeitschriften in gemeinverständlicher Weise. In einem Bericht über ein Referat des Fotopioniers William Henry Fox Talbot ging er weit über die Talbotschen Mitteilungen hinaus und prägte als erster (noch vor englischen oder französischen Veröffentlichungen) in der Vossischen Zeitung vom 25. Februar 1839 den Begriff Photographie. Er war Mitglied der Gesellschaft Deutscher Naturforscher und Ärzte. Seit 1845 war er korrespondierendes Mitglied der Bayerischen Akademie der Wissenschaften. Im Jahr 1860 wurde er zum Mitglied der Leopoldina gewählt.
1865 ging Mädler in den Ruhestand, wurde in den russischen Adelsstand erhoben und kehrte nach Deutschland zurück. Zunehmende Augenprobleme hatten eigene Beobachtungen unmöglich gemacht. In Wiesbaden unterzog er sich einer erfolgreichen Augenoperation. Er widmete sich fortan seinem Werk Geschichte der Himmelskunde, das 1873 erschien. Von Wiesbaden zog er nach Bonn, wo er drei Jahre lebte. In dieser Zeit reiste er nach England, wo er unter anderem das Royal Greenwich Observatory besuchte. Auf Wunsch der Familie seiner Frau zog das Ehepaar nach Hannover. Hier starb Mädler im Alter von 79 Jahren nach sechsmonatiger Krankheit. Er wurde am 17. März 1874 in Hannover bestattet.

## Ehrungen
Zu seinem Gedenken sind der Asteroid (65859) Madler sowie jeweils ein Krater auf dem Mond – Mondkrater Mädler – und dem Mars nach ihm benannt worden.

## Werke
- Lehrbuch der Schönschreibekunst. Berlin 1827, 1840²
- mit Wilhelm Beer: Der Mond nach seinen kosmischen und individuellen Verhältnissen oder allgemeine vergleichende Selenographie. Simon Schropp & Comp., Berlin 1837.
- Der Wunderbau des Weltalls, oder Populäre Astronomie. Berlin: 1841 (8. Aufl. 1865), heute immer noch fortgesetzt durch Littrow u. a.
- Populäre Astronomie. Berlin: Carl Heymann, 21846. 41852. 51861.
- Beobachtungen der Sternwarte zu Dorpat. Bd. 9–16. Dorpat: 1842–1866
- Die Centralsonne. Dorpat: 1846
- Untersuchungen über die Fixsternsysteme. 2 Bde. Mitau: 1847–1848
- Beiträge zur Fixsternkunde. Haarlem: 1855
- Die Eigenbewegungen der Fixsterne. Dorpat: 1856
- Der Fixsternhimmel. Leipzig: 1858
- Reden und Abhandlungen über Gegenstände der Himmelskunde. Berlin: 1870
- Geschichte der Himmelskunde. 1. Bd. Braunschweig: 1872–1873
- Geschichte der Himmelskunde. 2. Bd. Braunschweig: 1872–1873